# Костянтин I (митрополит Київський)
Святи́тель Костянти́н І — Митрополит Київський та всієї Руси був хіротонізований у єпископи 1155 року, до Києва прибув 1156 року.
Митрополит Костянтин керував Руською (Українською) православною церквою близько чотирьох років, але наприкінці 1158 року змушений був залишити Митрополію і виїхати до Чернігова. Річ у тім, що Мстислав Волинський, син Великого Князя Ізяслава II, вимагав при возведенні на Великокнязівський престол свого дядька Ростислава-Михайла, щоб низведений Митрополит Климент знову керував Церквою. Але Ростислав спочатку не захотів підтримувати Климента, обраного без згоди патріарха. Врешті-решт, була укладена угода, згідно з якою в Митрополії було відмовлено і Костянтину, і Клименту, натомість було вирішено призвати нового Первосвятителя з Царгорода.
Вигнаний Мстиславом, Святитель Костянтин виїхав до Чернігова, де незабаром помер — 5 червня 1159 року, здивувавши сучасників своїм незвичним заповітом. Він вручив запечатану духовну грамоту єпископу Чернігівському Антонію і вимагав, щоб той клятвено зобов'язався виконати останню волю вмираючого. Єпископ Антоній у присутності князя Святослава зламав печатку і з подивом прочитав таке: «не ховайте мого тіла, нехай буде воно витягнуто з труни і віддано псам…». Єпископ не насмілився порушити клятву, але князь, боючись гніву небесного, велів на третій день привезти тіло Митрополита до Чернігова і з почестями поховати в соборній церкві Спасителя, поряд із могилою князя Ігоря Ярославича, убитого киянами. Літописці розповідають, що в ті три дні в Києві була жахлива буря і блискавка: одним тільки громовим ударом убило вісім чоловік, а вітер зірвав шатер з будівлі князя Ростислава, що стояв тоді в полі поблизу Вишгорода, уночі ж над тілом Митрополита з'явилися три вогненні стовпи. Князь Ростислав ревно молився, буря не стихала, але раптом настала тиша. Це відбулося тоді, коли тіло Митрополита було поховане.
Пам'ять святителя Костянтина вшановується 5 червня.